# Bosquecillo de Pura Pura
El Bosquecillo de Pura Pura es un espacio público y área protegida municipal ubicada al oeste de la ciudad de La Paz en el barrio de Pura Pura, parte del macrodistrito Maximiliano Paredes, es uno de los 24 de espacios protegidos municipales y uno de los dos bosques más grandes de la ciudad.

## Historia
El Bosquecillo es un espacio forestal que fue establecido por la Empresa Nacional de Ferrocarriles del Estado, previamente conocida como Bolivian Railway, con el objetivo de estabilizar el sector y prevenir la generación de deslizamientos y la creación de cárcavas ya que la línea de ferrocarril pasaba por el área, actualmente las vías en desuso del antiguo tren todavía atraviesan el parque. 368.200  eucaliptos y 15.500 cipreses fueron plantados en 1948 en el terreno, a esta iniciativa empresarial se sumó una iniciativa privada, la del antropólogo Alberto Laguna Meave quien sembró 10.000 eucaliptos en la zona de Vino Tinto.
En 1976, durante el Gobierno de Hugo Bánzer Suárez un Decreto Supremo homologó los convenios entre la empresa Pública de Ferrocarriles y la Alcaldía Municipal de la ciudad de La Paz, convenio que establecía la compensación, permuta y entrega de diferentes terrenos, entre ellos el bosquecillo, que a partir del Decreto pasó de ser propiedad de la Empresa de Ferrocarriles a propiedad del municipio para su uso como espacio público.

## Geología

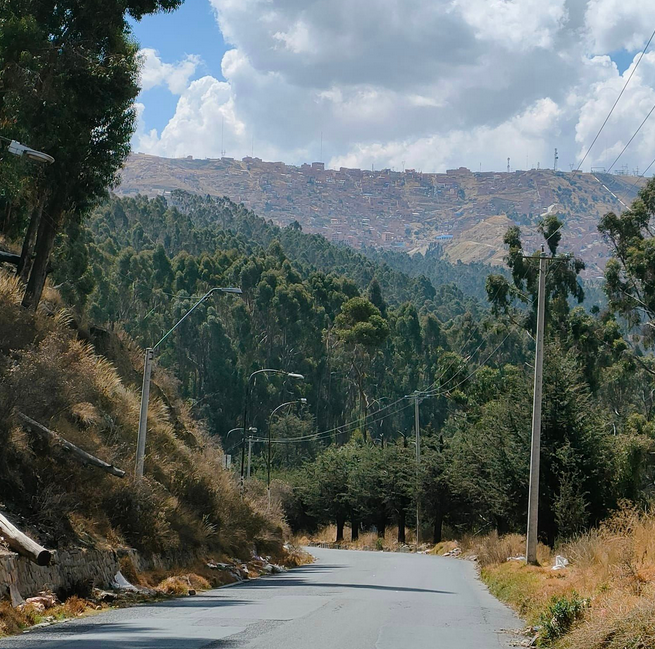
Vista del bosquecillo de Pura Pura.

La parte inferior del bosque corresponde a depósitos fluviolacustres, la parte superior se desarrolla sobre depósitos glaciares e interglaciares, es cercano a la Formación Calvario que aflora en los valles del río Achachicala y que corresponde a la primera glaciación del Pleistoceno.
El Bosquecillo se ubica en la cuenca del río Achachicala.

## Parque ecológico Bosquecillo de Pura Pura
El parque ecológico bosquecillo de Pura Pura es un parque municipal ubicado al sur del bosquecillo que cuenta con canchas, parrilleros, puente colgante, pista de skate, también existen áreas destinadas a la práctica con bicicleta de montaña y rappel, paralelamente se realizan excursiones y otras actividades culturales. El parque fue inaugurado el 20 de octubre de 2005 y contó inicialmente con la presencia de 18 guardaparques aunque estos fueron retirados en 2018, su extensión es de cerca de 20 hectáreas.
En 2008 mediante ley  Ley Nº 3869 se declaró como de prioridad nacional la construcción del  Proyecto Parque Ecológico Ambiental Bosquecillo de Pura Pura de la ciudad de La Paz, nombrándose al Ministerio de Desarrollo Rural, Agropecuario y Medio Ambiente, la Prefectura del Departamento de La Paz y el Gobierno Municipal de la ciudad de La Paz como responsables  de la ejecución de este proyecto que contemplaría una intervención mayor en el bosquecillo.

## Especies

### Flora
Existen al menos 30 especies vegetales, siendo mayoritaria la presencia de eucaliptos, con el 70% y pinos en el sector se hallan principalmente árboles, arbustos, plantas de pastizal y rastreras. Entre las especies nativas de árboles  se halla la kiswara y entre las especies arbustivas koa, mutumutu,  ñuñumaya, muña muña, sillusillu, huira huira, achicoria, cicuta, santa maría, chijchipa y  amay zapato.

### Fauna
Se han identificado 13 especies de aves al igual que roedores, anfibios y reptiles.

## Leyendas
Existen muchas historias que relacionan el bosquecillo con la existencia de duendes y presencias sobrenaturales. Una  de las más conocidas es la que menciona al dueño de la empresa Papaya Salvietti, Dante Salvietti, quien habría fundado la fábrica tras una visita al Bosquecillo en la que se habría encontrado con un duende el cual le concedió el deseo de prosperidad a cambio de que pusiera su imagen en la etiqueta de las botellas de las gaseosas.
Un antiguo depósito de carbón que fue parte de la infraestructura de la estación de ferrocarriles y posteriormente depósito de almácigos para la plantación forestal es conocido como la casa del duende. Por la gran extensión del bosquecillo, se ha llegado a realizar actividades irregulares como fiestas o desarrollo de eventos rituales sin autorización municipal, por lo que la municipalidad ha implementado mecanismos de control.

## Espacios rituales
En el extremo delimitado por la Autopista La Paz El Alto se encuentra una apacheta y en la misma una roca que recibe ofrendas y pedidos de devotos, el lugar de emplazamiento es denominado la Curva del Diablo aunque los especialistas en ritualidad andina aclaran que el nombre real es Waka Katari.

## Protección legal
El Bosqueciilo es una de las áreas protegidas de la ciudad de La Paz, paralelamente  El Decreto Supremo 22927 de 1991 emitido durante el gobierno de Jaime Paz Zamora declara el área como bosque permanente de protección prohibiéndose:
el asentamiento humano, explotación de recursos y/o formas de destrucción del ecosistema.

## Problemas de administración y control
Durante 2012 y 2015  se registraron problemas de avasallamiento de terrenos por parte de supuestos adjudicatarios de propiedades transferidas por la Empresa Nacional de ferrocarriles, avasallamientos que inicialmente afectaron terrenos de la empresa residual pero que paulatinamente ocuparon espacios del Bosquecillo. Los años siguiente se detectaron problemas similares, sumados a la contaminación y el depósito de escombros en el sector.
Durante 2018 se registró la tala de al menos 100 árboles del sector, y la presencia de grupos de alcohólicos que habitan el lugar.